# Gutierre Bermúdez
Gutierre Bermúdez o Vermúdez (fl. 1086-1130) fue un ricohombre de ascendencia gallega y asturiana que estuvo al servicio de los reyes Alfonso VI, Urraca y Alfonso VII de León. Hijo del conde Bermudo Ovéquiz—por tanto, descendiente del conde Bermudo Núñez—y de su esposa Jimena Peláez, gobernó varias tenencias en Galicia donde también fue dueño de vastas propiedades. Como miembro de la curia regia, confirmó diplomas reales con el título de conde (comes Gallecia), cónsul, y aparece calificado junto con su hermano, el poderoso conde Suero Bermúdez, como optimatibus palatii, es decir, como uno de los miembros de la más alta nobleza que ocupaban los cargos de mayor relevancia en la aula regia.

## Entorno familiar
Su padre fue el conde Bermudo Ovéquiz, hijo del conde Oveco Bermúdez y de Elvira Suárez, y su madre, Jimena Peláez, era hija del conde Pelayo Froilaz el Diácono y de la condesa Aldonza Ordóñez, hija de los infantes Ordoño Ramírez el Ciego y Cristina Bermúdez. Por su matrimonio con Toda Pérez de Traba, hija del conde Pedro Froilaz y de su segunda esposa Mayor «Gontrodo» Rodríguez, Gutierre apoyó a su suegro, ayo y gran defensor de los derechos del infante Alfonso, futuro Alfonso VII de León, en su política en tierras gallegas así como en campañas militares durante la reconquista y repoblación. Su esposa también era hermana de Bermudo Pérez de Traba y del conde Fernando Pérez de Traba, amante de Teresa de León, madre del primer rey de Portugal, Alfonso Henríquez.
Tuvo varios hermanos; el conde Suero Bermúdez, Alfonso Bermúdez— padre del conde Pedro Alfonso, uno de los personajes más importantes del siglo XII en Asturias—Urraca Bermúdez, esposa del conde Gonzalo Ansúrez, hermano de Pedro Ansúrez, y posiblemente, Jimena Bermúdez, esposa de Pelayo Muñoz.

## Esbozo biográfico

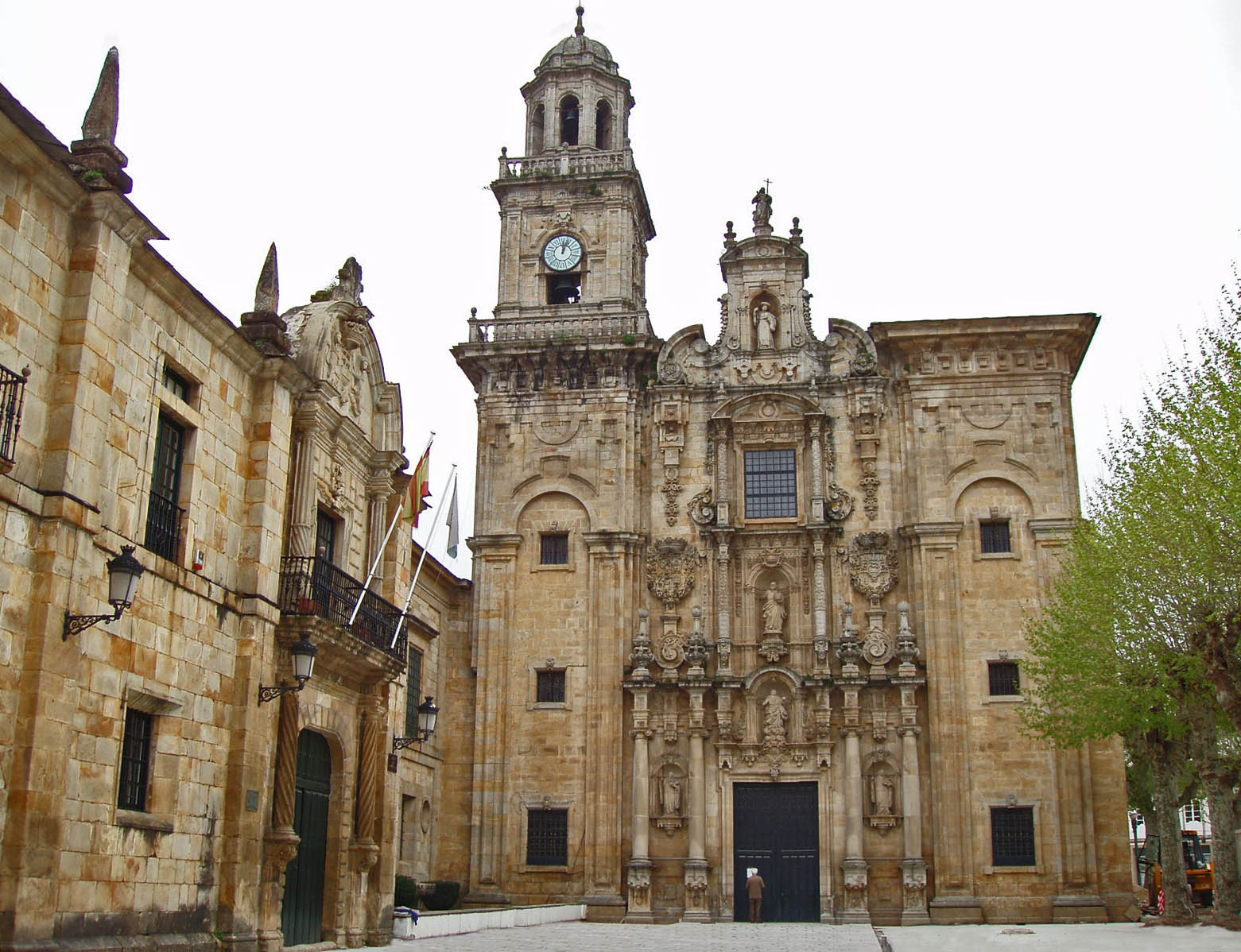
Monasterio de Lorenzana donde fue enterrado el conde Gutierre Bermúdez

A diferencia de sus hermanos que fueron más activos en Asturias, Gutierre, el menor de los hermanos varones, estuvo más vinculado a las tierras gallegas de la familia de su padre, así como por su matrimonio con una hija de uno de los nobles más destacados de Galicia. Su presencia en la documentación medieval se registra por primera vez en 1086.  Pudo ser el Gutierre Bermúdez que en mayo de 1101 confirmó los fueros a los mozárabes de Toledo y posiblemente participó en la repoblación de la ciudad. En 1109 aparece en la documentación calificado como consul Gallecie y ya en 1112 con la dignidad condal a cargo de las tenencias de Montenegro y Monterroso, que más tarde fueron ampliadas con la de Rábade.
Igual que su hermano Suero, se mantuvo fiel a la reina Urraca y confirmó frecuentemente los diplomas reales.  En 1117 formó parte de la hueste de su suegro, el conde Pedro Froilaz, durante el sitio de Santiago de Compostela para sofocar el levantamiento burgués contra el obispo Diego Gelmírez y la reina Urraca de León. En ese mismo año, confirmó el acta oficial del traslado de la sede episcopal mindoniense. Dos años después, en 1119 confirmó, intitulándose cónsul, una donación de su hermano Suero a la Catedral de Lugo.  Durante este tiempo, siguió ampliando sus dominios y propiedades en el noreste de la comarca de Lugo.  La reina Urraca le donó el monasterio de San Salvador de Villafrío, que en el último cuarto del siglo anterior pudo haber sido un cenobio dependiente de la Orden de Cluny, que más adelante, en 1130, él y su esposa Toda donaron a la catedral lucense. En 1120 cedió a su hermano Suero sus propiedades en Asturias a cambio a las que este último tenía en Galicia, especialmente las que se encontraban en la comarca de Lugo cerca de la frontera con Asturias.
Una vez coronado Alfonso VII en marzo de 1126 después de la muerte de su madre, Gutierre se encontró con el nuevo rey en la frontera portuguesa y estuvo en Zamora con otros magnates gallegos para reconocer la autoridad del joven monarca.  Ya para estas fechas confirmó algunos documentos como comes Gallecia. En 1128 estuvo involucrado en un proyecto para una donación a los templarios junto con la condesa Teresa de León, amante de su cuñado el conde Fernando Pérez de Traba, y otros nobles portugueses.
Murió a finales de 1130.  Entre esa fecha y principios de 1131, su viuda Toda y su hijo Vela hicieron una donación por su alma al monasterio de Lorenzana donde fue enterrado.

## Matrimonio y descendencia
Contrajo matrimonio antes de 1117 con Toda Pérez de Traba (m. 1155), hija del conde gallego Pedro Froilaz. Aunque pudieron haber sido padres de Álvaro y Fernando Gutiérrez, el único hijo que sobrevivió y llegó a edad adulta fue:
- Vela Gutiérrez (m. 1160), quien, a diferencia de su padre, no fue conde, pero sí un importante magnate durante el reinado de Fernando II de León.